# Blakatere
De blakatere (Cynoscion steindachneri) is een straalvinnige vissensoort uit de familie van ombervissen (Sciaenidae). De wetenschappelijke naam van de soort is voor het eerst geldig gepubliceerd in 1889 door Jordan.
In Suriname komt de soort vooral in mangrovelagunes voor en is vaak op de vismarkt van Paramaribo te verkrijgen. De vis wordt gewoonlijk 50 cm groot en grote exemplaren kunnen 110 cm bereiken. Er wordt in zee gepaaid maar de vis leeft voornamelijk in brak water. Het voedsel is voornamelijk garnalen, kleine visjes en soms plantaardig materiaal. De typelocatie is Ponta Curuca, Brazilië.